# William Atherton
William Atherton (Orange, 30 luglio 1947) è un attore statunitense.

## Biografia
William Atherton nacque a Orange, Connecticut, figlio di Robert Atherton Knight. Dopo una serie di piccoli ruoli cinematografici, interpretò lo sfortunato fuggitivo Clovis Popeline in Sugarland Express (1974) di Steven Spielberg e apparve nel film Hindenburg (1975). Interpretò inoltre un ruolo da protagonista nella miniserie Colorado (1978), basata sul romanzo di James Albert Michener.
Atherton divenne famoso nel 1984, quando comparve nel film Ghostbusters - Acchiappafantasmi nei panni del cinico e prepotente agente Walter Peck. Durante le riprese del film, Atherton si ferì sul set quando 200 libbre di crema da barba (pari circa a 90 chili) caddero su di lui da una gru per simulare una cascata di marshmallow fuso. Un anno dopo l'uscita, Atherton spiegò al regista Ivan Reitman che il ruolo di Walter Peck gli aveva praticamente rovinato la vita, poiché la gente aveva iniziato a trattarlo come fosse Peck, e aveva subito più di una volta aggressioni in locali pubblici, da parte di gente che detestava il suo personaggio.
Nel 1988 interpretò il reporter Dick Thornburg nel film d'azione Trappola di cristallo, partecipando poi nel 1990 anche al film 58 minuti per morire - Die Harder, oltre che al film televisivo Strategia di una vendetta. Altri film da lui interpretati negli anni successivi furono Nessuna pietà, Il rapporto Pelican, Tonto + tonto, Mad City - Assalto alla notizia, Il corvo 3 - Salvation, L'ultimo samurai, Headspace, Contagio e La ragazza della porta accanto. Atherton è inoltre apparso, in una parte marginale, all'interno della sesta stagione del serial televisivo Lost.

## Filmografia parziale

### Cinema
- Sugarland Express (The Sugarland Express), regia di Steven Spielberg (1974)
- Hindenburg (The Hindenburg), regia di Robert Wise (1975)
- Il giorno della locusta (The Day of the Locust), regia di John Schlesinger (1975)
- In cerca di Mr. Goodbar (Looking for Mr. Goodbar), regia di Richard Brooks (1977)
- Ghostbusters - Acchiappafantasmi (Ghostbusters), regia di Ivan Reitman (1984)
- Scuola di geni (Real Genius), regia di Martha Coolidge (1985)
- Nessuna pietà (No Mercy), regia di Richard Pearce (1986)
- Trappola di cristallo (Die Hard), regia di John McTiernan (1988)
- 58 minuti per morire - Die Harder (Die Hard 2), regia di Renny Harlin (1990)
- Il rapporto Pelican (The Pelican Brief), regia di Alan J. Pakula (1993)
- Tonto + tonto (Bio-dome), regia di Jason Bloom (1996)
- Hoodlum, regia di Bill Duke (1997)
- Mad City - Assalto alla notizia (Mad City), regia di Costa-Gavras (1997)
- Il corvo 3 - Salvation (The Crow: Salvation), regia di Bharat Nalluri (2001)
- American Party - Due gambe da sballo (American Party), regia di Andy Fickman (2003)
- L'ultimo samurai (The Last Samurai), regia di Edward Zwick (2003)
- Into the Sun, regia di Christopher Morrison (2005)
- La ragazza della porta accanto (The Girl Next Door), regia di Gregory Wilson (2007)
- Clinical, regia di Alistair Legrand (2017)
- Ghostbusters - Minaccia glaciale (Ghostbusters: Frozen Empire), regia di Gil Kenan (2024)

### Televisione
- Colorado (Centennial) – miniserie TV, 10 episodi (1978)
- Ai confini della realtà (The Twilight Zone) – serie TV, episodi 1x30-2x13 (1985-1987)
- Strategia di una vendetta (Buried Alive), regia di Frank Darabont – film TV (1990)
- La signora in giallo (Murder, She Wrote) – serie TV, episodi 2x03-3x22-8x06 (1985-1991)
- Contagio (Virus), regia di Armand Mastroianni – film TV (1995)
- The Practice - Professione avvocati (The Practice) – serie TV, episodio 2x05 (1997)
- Vi presento Dorothy Dandridge (Introducing Dorothy Dandridge), regia di Martha Coolidge – film TV (1999)
- Giustizia a Oak Hill (Aces 'N' Eights), regia di Craig R. Baxley – film TV (2008)
- Detective Monk (Monk) – serie TV, episodio 7x05 (2008)
- Law & Order - Unità vittime speciali (Law & Order: Special Victims Unit) – serie TV, episodio 11x18 (2010)
- Lost – serie TV, episodio 6x06 (2010)
- Castle – serie TV, episodio 4x03 (2011)
- Defiance – serie TV, 5 episodi (2014)

## Doppiatori italiani
Nelle versioni in italiano delle opere in cui ha recitato, William Atherton è stato doppiato da:
- Gino La Monica in Sugarland Express, Il giorno della locusta, Law & Order - I due volti della giustizia
- Renato Cortesi in In cerca di Mr. Goodbar, Ghostbusters - Acchiappafantasmi, 58 minuti per morire - Die Harder
- Gianni Giuliano in La signora in giallo (ep. 3x22), Detective Monk, Ghostbusters - Minaccia glaciale
- Saverio Moriones in Trappola di cristallo, Castle
- Romano Malaspina in American Party - Due gambe da sballo, Into the Sun
- Massimo Turci in Hindenburg
- Roberto Pedicini ne La signora in giallo (ep. 2x03)
- Fabrizio Pucci ne La signora in giallo (ep. 8x06)
- Roberto Chevalier in Scuola di geni
- Cesare Barbetti in Nessuna pietà
- Sergio Di Stefano in Oscar - Un fidanzato per due figlie
- Giampiero Bianchi in Strategia di una vendetta
- Antonio Sanna ne Il rapporto Pelican
- Paolo Buglioni in Hoodlum
- Oliviero Dinelli ne Il corvo 3 - Salvation
- Luca Biagini in Avventura nello spazio
- Ennio Coltorti ne L'ultimo samurai
- Paolo Marchese in Boston Legal
- Oreste Rizzini in Desperate Housewives
- Luca Dal Fabbro in Law & Order - Unità vittime speciali
- Stefano De Sando in Lost
- Francesco Pannofino in The Glades
- Dario Penne in Clinical